# 法爾茅斯 (印第安納州)
法爾茅斯（英語：Falmouth）是位於美國印地安納州費耶特縣的一個非建制地區。該地的面積和人口皆未知。